# Надеждинское сельское поселение (Мордовия)
Надеждинское се́льское поселе́ние — муниципальное образование в Ельниковском районе Мордовии Российской Федерации.
Административный центр — село Надеждино.

## История
Статус и границы сельского поселения установлены Законом Республики Мордовия от 1 декабря 2004 года № 97-З «Об установлении границ муниципальных образований Ельниковского муниципального района, Ельниковского муниципального района и наделении их статусом сельского поселения и муниципального района».

## Население
| 2002 | 2010 | 2012 | 2013 | 2014 | 2015 | 2016 |
| ---- | ---- | ---- | ---- | ---- | ---- | ---- |
| 496  | ↘388 | ↘375 | ↘357 | ↘347 | →347 | ↘338 |
| 2017 | 2018 | 2019 | 2020 | 2021 |      |      |
| ↘333 | ↘330 | ↘314 | ↘304 | ↘264 |      |      |

## Состав сельского поселения
| № | Населённый пункт | Тип населённого пункта       | Население |
| - | ---------------- | ---------------------------- | --------- |
| 1 | Алексеевка       | деревня                      | ↘82       |
| 2 | Голубьевка       | посёлок                      | ↘16       |
| 3 | Избяной          | посёлок                      | ↘19       |
| 4 | Красная Варма    | посёлок                      | ↘2        |
| 5 | Надеждино        | село, административный центр | ↘249      |
| 6 | Ольшанка         | посёлок                      | ↗20       |